# Linnépriset (Smålands Akademi)
Linnépriset är ett litterärt pris som utdelas av Smålands Akademi till minne av Carl von Linné för förtjänstfull verksamhet "på linneanska fält". År 2016 och tidigare var prissumman på 20 000 kronor och Lantbrukarnas Riksförbund var medutdelare. År 2017 var prissumman på 30 000 kronor och Södra Skogsägarna var medutdelare. Därefter tog Sparbanken Eken vid. Från och med 2024 finansieras priset genom en donation av Ingemar Erlandsson Leek.  

## Mottagare av Smålands Akademis Linnépris
- 1993 – Björn Gidstam
- 1994 – Ann Margret Dahlquist-Ljungberg
- 1995 – Anders Johansson
- 1996 – Anders Börjeson
- 1997 – Lennart Sjögren
- 1998 – Lotte Möller
- 1999 – Jan Danielson
- 2000 – Ingvar Christoffersson
- 2001 – Karin Berglund
- 2002 – Sten Dunér
- 2003 – Björn Berglund
- 2004 – Peter Gerdehag
- 2005 – Lena Anderson
- 2006 – Lena Michaëlsson, Michaël Michaëlsson
- 2007 – Marita Jonsson
- 2011 – Fredrik Sjöberg
- 2012 – Torbjörn Lindell
- 2013 – Biosfärföreningen Östra Vätterbranterna
- 2014 – Tomas Bannerhed
- 2015 – Jan Mikaelsson
- 2016 – Strömsbergsföreningen Jönköping
- 2017 – Martin Emtenäs
- 2018 - Kerstin Ekman
- 2019 – Göran Bergengren[2]
- 2020 - Karin Fransson
- 2021 - Inger och Mats Runeson
- 2022 - Botaniska sällskapet i Jönköping
- 2023 - Sverker Sörlin
- 2024 - Annevi Sjöberg och Markus Steen